# Франсуа Бон
Франсуа́ Бон (фр. François Bon; 22 травня 1953, Люсон, Вандея) — французький письменник.

## Біографія
Народився 22 травня 1953 року в Люсоні (Вандея). Дитинство і юність провів у Сен-Мішель-ан-л'Ерм (департамент В'єнна). Батько Франсуа Бона був механіком, а мати — вчителькою. Ще в ранньому віці батьки захопили його світом книжок. Після закінчення Національної вищої школи мистецтв і ремесел працював фахівцем з електронно-променевого зварювання на промислових підприємствах у Франції та за кордоном.
1982 року у видавництві Мінюї опублікував свою першу книжку «Заводська прохідна» (Sortie d'usine). З 1984 року повністю перейшов на літературну працю.
1997 року створив один з перших сайтів, присвячених художній літературі Remue.net, а згодом сайт tierslivre.net, який є головною платформою його літературного самовираження. Інтерес до художньої літератури про і для інтернету підштовхнув Франсуа Бона до написання есе про цифрове майбутнє літератури «Після книжки» (Après le livre, 2011);
Франсуа Бон є також автором п'єс (Quatre avec le mort, Daewoo, Au Buffet de la gare d'Angoulême), радіопередач про сучасну музику (про гурти Rolling Stones та Led Zeppelin для каналу France Culture) та документальних фільмів (Paysage fer, La Vie par les bords). 2007 року він створив документальний серіал «Боб Ділан» для France Culture.
2010 року Бон взявся за проект нового перекладу французькою оповідань та есе американського письменника Говарда Лавкрафта, а також створив сайт, присвячений творчості Лавкрафта The Lovecraft Monument.

## Твори
- Sortie d'usine, roman — Minuit, 1982 ISBN 978-2-7073-0630-2 — перевид. 1985.
- Limite, roman — Minuit, 1985.
- Le Crime de Buzon, roman — Minuit, 1986.
- Décor ciment, roman -Les éditions de Minuit, 1988.
- La Folie Rabelais, essai — Minuit, 1990.
- Calvaire des chiens, roman- Minuit, 1990.
- L'Enterrement, récit — Verdier, 1991 — repris Folio 1994, réédition Folio 2004.
- Temps machine, récit — Verdier, 1992.
- Dans la ville invisible, roman — Gallimard Jeunesse, 1993.
- Un fait divers, roman — Minuit, 1994.
- François Place, illustrateur, Casterman, 1994
  - édition revue et augmentée, sous le titre François Place, illustrateur, ou Comment s'invente un livre ?, 2000
- C'était toute une vie, récit — Verdier, 1995.
- Parking — Minuit, 1996.
- 30, rue de la Poste, roman — Seuil Jeunesse, 1996.
- Voleurs de feu, Les vies singulières des poètes, récit, illustré par François Place — Hatier, 1996.
- Prison, récit — Verdier, 1997.
- Impatience — Minuit, 1998.
- Autoroute, roman — Seuil Jeunesse, 1998.
- Dehors est la ville, essai sur Edward Hopper — Flohic, 1998.
- Tous les mots sont adultes, méthode pour l'atelier d'écriture — Fayard, 2000 — Édition revue et augmentée en 2005.
- Paysage fer, récit — Verdier, 2000.
- 15021, récit, photos de Jérôme Schlomoff — L'Amourier éditions, 2000.
- Pour Koltès, essai — Solitaires Intempestifs, 2000.
- Mécanique, récit — Verdier, 2001.
- Quatre avec le mort, théâtre — Verdier, 2002.
- Rolling Stones, une biographie — Fayard, 2002 — Repris Livre de Poche 2004.
- Quoi faire de son chien mort, théâtre — Solitaires intempestifs, 2004.
- Daewoo, roman — Fayard, 2004.
- Billancourt, sur des photos d'Antoine Stéphani — Cercle d'art, 2004.
- Petit Palais, sur des photos d'Antoine Stéphani — Cercle d'art, 2005.
- Tumulte, roman — Fayard, 2006.
- Bob Dylan, une biographie — Albin Michel, 2007.
- Rock'n roll, un portrait de Led Zeppelin — Albin Michel, 2008.
- L'Incendie du Hilton — Albin Michel, 2009.
- Après le livre — Seuil, 2011 ISBN 978-2021-055344
- Autobiographie des objets - Seuil, 2012
- Proust est une fiction - Seuil, 2013
- Fragments du dedans — Grasset, 2014